# الوگا
شهرستان الوگا (به اسپانیایی: Ólvega) از شهرستان‌های کشور اسپانیا است. شهرستان الوگا در مرکز این کشور قرار دارد. این شهرستان زیرمجموعه استان سریا می‌باشد. مساحت این استان ۹۸ کیلومتر مربع و جمعیت آن ۳٬۷۴۹ نفر است.